# Hospital Beneficente Português do Amazonas
O Hospital Beneficente Português do Amazonas, mais conhecida como Beneficência Portuguesa ou Sociedade Portuguesa Beneficente do Amazonas ComB, é um hospital fundado em 1873 por imigrantes portugueses na cidade de Manaus. Localiza-se desde o dia 17 de dezembro de 1893 na rua Joaquim Nabuco, Centro da capital amazonense. Foi feita Comendadora da Ordem de Benemerência a 26 de Outubro de 1933. Atualmente, é um hospital de referência no Amazonas.